# Craterellus peckii
Craterellus peckii é uma espécie de fungo pertencente à família Cantharellaceae.